# 포인트 소스
포인트 소스(point source)는 식별 가능한 단일 지역화된 원천이다. 점원(點源), 점진원(點震源) 등으로 번역되며, 특히 광학에서는 이 용어를 점광원(點光源)으로 부른다. 포인트 소스는 다른 소스 형상과 구별하여 무시할 수 있는 범위를 갖는다. 수학적 모델링에서 이러한 소스는 일반적으로 분석을 단순화하기 위해 수학적 점으로 근사화될 수 있기 때문에 소스를 포인트 소스라고 한다.
문제의 다른 길이 척도에 비해 크기가 무시할 수 있는 경우 실제 소스는 물리적으로 작을 필요가 없다. 예를 들어, 천문학에서 별은 실제로 지구보다 훨씬 크더라도 일상적으로 포인트 소스로 취급된다.
3차원에서는 분포가 등방성이고 흡수나 기타 손실이 없는 경우 포인트 소스를 떠나는 물질의 밀도는 소스로부터 거리의 역제곱에 비례하여 감소한다.

## 같이 보기
- 디랙 델타 함수